# Coppa KOVO 2014 (maschile)
La Coppa KOVO 2014, 9ª edizione della coppa di lega sudcoreana di pallavolo maschile, si è svolta dal 19 al 27 luglio 2014: al torneo hanno partecipato 7 squadre di club sudcoreane e la vittoria finale è andata per la terza volta ai Korean Air Jumbos.

## Regolamento

### Formula
La competizione prevede due fasi, quella preliminare e quella finale:
- Nella fase preliminare le sette squadre provenienti dalla V-League vengono divise in due gironi da tre e quattro squadre, al termine dei quali le prime due classificate di ciascun girone si qualificano alla fase finale;
- Nella fase finale le formazioni qualificate si sfidano in incontri di semifinale e finale in gara unica, con gli accoppiamenti basati sul posizionamento nella fase preliminare.

### Criteri di classifica
L'ordine del posizionamento in classifica è stato definito in base a:
- Numero di partite vinte;
- Ratio dei punti realizzati/subiti;
- Ratio dei set vinti/persi.

## Squadre partecipanti
| Girone A           | Girone B          |
| ------------------ | ----------------- |
| Hyundai Skywalkers | KEPCO Vixtorm     |
| Samsung Bluefangs  | Korean Air Jumbos |
| Woori Card Hansae  | LIG Greaters      |
| -                  | OK Rush & Cash    |

## Torneo

### Fase a gironi

#### Gruppo A

##### Risultati
| 19 luglio 2014 Sangnoksu Gymnasium, Ansan Durata: 1h:43 - Spettatori: 2 819 | Hyundai Skywalkers | 1 - 3 | Samsung Bluefangs  | 25-20, 20-25, 19-25, 13-25 |
| 21 luglio 2014 Sangnoksu Gymnasium, Ansan Durata: 1h:59 - Spettatori: 1 318 | Samsung Bluefangs  | 3 - 1 | Woori Card Hansae  | 25-23, 25-13, 26-28, 31-29 |
| 23 luglio 2014 Sangnoksu Gymnasium, Ansan Durata: 1h:47 - Spettatori: 1 573 | Woori Card Hansae  | 3 - 1 | Hyundai Skywalkers | 25-21, 18-25, 25-21, 25-18 |

##### Classifica
| Pos. | Squadra            | G | V | P | SV | SP | Ratio | PF  | PS  | Ratio |
| ---- | ------------------ | - | - | - | -- | -- | ----- | --- | --- | ----- |
| 1    | Samsung Bluefangs  | 2 | 2 | 0 | 6  | 2  | 3,000 | 202 | 170 | 1,188 |
| 2    | Woori Card Hansae  | 2 | 1 | 1 | 4  | 4  | 1,000 | 186 | 192 | 0,969 |
| 3    | Hyundai Skywalkers | 2 | 0 | 2 | 2  | 6  | 0,333 | 162 | 188 | 0,862 |

      Qualificata in semifinale.

#### Gruppo B

##### Risultati
| 20 luglio 2014 Sangnoksu Gymnasium, Ansan Durata: 1h:45 - Spettatori: 2 110 | Korean Air Jumbos | 1 - 3 | LIG Greaters      | 23-25, 25-22, 17-25, 18-25        |
| 20 luglio 2014 Sangnoksu Gymnasium, Ansan Durata: 1h:22 - Spettatori: 3 401 | KEPCO Vixtorm     | 0 - 3 | OK Rush & Cash    | 20-25, 21-25, 17-25               |
| 22 luglio 2014 Sangnoksu Gymnasium, Ansan Durata: 1h:49 - Spettatori: 732   | LIG Greaters      | 3 - 1 | KEPCO Vixtorm     | 23-25, 25-20, 25-19, 25-17        |
| 22 luglio 2014 Sangnoksu Gymnasium, Ansan Durata: 2h:07 - Spettatori: 1 626 | OK Rush & Cash    | 2 - 3 | Korean Air Jumbos | 25-23, 21-25, 25-23, 11-25, 13-15 |
| 24 luglio 2014 Sangnoksu Gymnasium, Ansan Durata: 2h:17 - Spettatori: 1 075 | Korean Air Jumbos | 3 - 2 | KEPCO Vixtorm     | 25-19, 25-22, 24-26, 20-25, 15-13 |
| 24 luglio 2014 Sangnoksu Gymnasium, Ansan Durata: 1h:17 - Spettatori: 2 425 | LIG Greaters      | 3 - 0 | OK Rush & Cash    | 25-14, 25-22, 25-19               |

##### Classifica
| Pos. | Squadra           | G | V | P | SV | SP | Ratio | PF  | PS  | Ratio |
| ---- | ----------------- | - | - | - | -- | -- | ----- | --- | --- | ----- |
| 1    | LIG Greaters      | 3 | 3 | 0 | 9  | 2  | 4,500 | 270 | 219 | 1,233 |
| 2    | Korean Air Jumbos | 3 | 2 | 1 | 6  | 8  | 0,750 | 303 | 297 | 1,020 |
| 3    | OK Rush & Cash    | 3 | 1 | 2 | 5  | 6  | 0,833 | 225 | 244 | 0,922 |
| 4    | KEPCO Vixtorm     | 3 | 0 | 3 | 3  | 9  | 0,333 | 244 | 282 | 0,865 |

      Qualificata in semifinale.

### Fase finale
|  | Semifinali        | Semifinali |                   |                   | Finale | Finale |  |
|  |                   |            |                   |                   |        |        |  |
|  | Samsung Bluefangs | 2          |                   |                   |        |        |  |
|  | Samsung Bluefangs | 2          |                   |                   |        |        |  |
|  | Korean Air Jumbos | 3          |                   |                   |        |        |  |
|  | Korean Air Jumbos | 3          |                   | Korean Air Jumbos | 3      |        |  |
|  |                   |            |                   | Korean Air Jumbos | 3      |        |  |
|  |                   |            | Woori Card Hansae | 0                 |        |        |  |
|  | LIG Greaters      | 1          | Woori Card Hansae | 0                 |        |        |  |
|  | LIG Greaters      | 1          |                   |                   |        |        |  |
|  | Woori Card Hansae | 3          |                   |                   |        |        |  |

#### Semifinali
| 25 luglio 2014 Sangnoksu Gymnasium, Ansan Durata: 2h:10 - Spettatori: 1 533 | Samsung Bluefangs | 2 - 3 | Korean Air Jumbos | 22-25, 25-19, 19-25, 25-20, 12-15 |
| 26 luglio 2014 Sangnoksu Gymnasium, Ansan Durata: 2h:00 - Spettatori: 3 130 | LIG Greaters      | 1 - 3 | Woori Card Hansae | 25-22, 25-27, 22-25, 25-27        |

#### Finale
| 27 luglio 2014 Sangnoksu Gymnasium, Ansan Durata: 1h:24 - Spettatori: 4 127 | Korean Air Jumbos | 3 - 0 | Woori Card Hansae | 25-22, 25-19, 25-22 |

## Premi individuali
| Premio                 | Giocatore      | Squadra           |
| ---------------------- | -------------- | ----------------- |
| MVP                    | Shin Young-soo | Korean Air Jumbos |
| Most Impressive Player | Choi Hong-suk  | Woori Card Hansae |